# Arnulfo González
General Arnulfo González Medina (Villa de Juárez, Coahuila; 23 de abril de 1886 — Ciudad de México, Distrito Federal; 10 de abril de 1962) fue un militar revolucionario y político mexicano, que se llegó a desempeñar como gobernador de los estados de Durango, Chihuahua, Coahuila y del Distrito Federal.
Siendo niño pasó a vivir al municipio de Sabinas, donde estudió la primaria, en 1890 se trasladó a Saltillo para estudiar en el Ateneo Fuente. De regreso a Sabinas trabajó como profesor. Seguidor de Francisco I. Madero, presidió un club antirreeleccionista. En febrero de 1913 se unió a las fuerzas del General Jesús Carranza Garza para combatir a Victoriano Huerta. Bajo el mando de Pablo González participó en los combates de Candela, Monclova y Hermanas, alcanzó el grado de capitán. Ya con el grado de coronel, el general Francisco Murguía lo designó jefe de su Estado Mayor, en 1914, fue nombrado secretario general de Gobierno del Estado de México, y en diciembre fungió como gobernador interino. Designado por Carranza, fue gobernador y comandante militar de la plaza de Durango hasta julio de 1916, asimismo desempeñó estos cargos en Chihuahua del 5 de diciembre de 1916 hasta 1918.
Gobernador del Distrito Federal del 28 de agosto de 1918 al 21 de enero de 1919. Gobernador electo de Coahuila, rindió su protesta el 1 de diciembre de 1921. Durante su administración ocurrieron varios brotes de rebelión surgidos en la entidad. Meses después se levantó en armas en Zaragoza el general Francisco Murguía e igual cosa hizo el general Rosalío Hernández, también en el norte del Estado. Enfrentó otros problemas, como una huelga estudiantil que solucionó cerrando la escuela. Sus dificultades con el Congreso Local, que pidió una investigación sobre la administración de los fondos públicos, hicieron crisis cuando ordenó la detención de los diputados quienes, después de un tiroteo ocurrido en la escuela Miguel López, donde habían trasladado el Congreso, fueron aprendidos. Los legisladores solicitaron la intervención del Gobierno Federal; dos meses después de hecha la solicitud el fallo les favoreció y el gobernador fue desaforado el 31 de octubre de 1923. Durante su administración se efectuó en Saltillo el Congreso Médico Nacional (1921) y el 5 de marzo de 1923 inició sus labores la Escuela Agraria Antonio Narro.
Después de abandonar el gobierno residió en la capital de la República y desempeñó varios cargos administrativos. Fue ascendido a general de brigada en 1937 y luego a divisionario.